# Abdulaziz Al-Muqbali
Abdul Aziz Humaid Mubarak Al-Muqbali (23 de abril de 1989) é um futebolista profissional omani que atua como atacante.

## Carreira
Abdulaziz Al-Muqbali representou a Seleção Omani de Futebol na Copa da Ásia de 2015.